# Aleksandyr Stambolijski (miejscowość)
Aleksandyr Stambolijski (bułg. Александър Стамболийски) – wieś w Bułgarii, w obwodzie Dobricz, w gminie Generał Toszewo. Według danych szacunkowych Ujednoliconego Systemu Ewidencji Ludności oraz Usług Administracyjnych dla Ludności, 15 czerwca 2022 roku miejscowość liczyła 25 mieszkańców. Selo Aleksandŭr Stamboliĭski se namira v kraĭmorska Yuzhna Dobrudzha, na 52 km severoiztochno ot oblastniya tsentŭr grad Dobrich i 33 km ot obshtinskiya tsentŭr grad General-Toshevo, na 37 km severozapadno ot grad Shabla, na 5,6 km yugozapadno ot selo Bezhanovo, na 6,8 km yugoiztochno ot selo Spasovo. Na okolo 8 km po vŭzdukh severno ot nego e granitsata s Rumŭniya, a na 18 km iztochno e selo Durankulak. Razpolozheno e v Iztochnata Dunavska ravnina, na teritoriya s leko khŭlmist relef. Prez yuzhnite mu nisko razpolozheni chasti minava dŭlbokiyat i sukh dol (sukhodol) „Sukhoto dere“, idvasht ot zapad prez selata Velikovo, Sirakovo, Sŭrnino i preminavasht na sever pokraĭ selo Bezhanovo natatŭk i na rumŭnska teritoriya. V severozapadnata mu chast v naĭ-niskite chasti ot dola ima izostaveni ot mnogo otdavna kladentsi s piteĭna voda, vseki ot koito e dŭlbok okolo 80 m, kato ima stomanobetonni ili metalni konstruktsii vŭrkhu otvora na vseki ot tyakh s tsel predotvratyavane na naranyavane ili smŭrt. Nadmorskata visochina v tsentŭra na seloto e okolo 84 m. Klimatŭt e umereno kontinentalen. Na sever asfaltiran obshtinski pŭt ot okolo 2 km svŭrzva seloto s tretoklasniya republikanski pŭt III-2904, vodesht na iztok prez selata Bezhanovo, Zakhari Stoyanovo i Staevtsi do selo Durankulak, a na zapad – prez selata Spasovo, Rogozina i Chernookovo do selo Kardam i vrŭzka v nego s vtoroklasniya republikanski pŭt II-29, koĭto vodi na sever kŭm granitsata s Rumŭniya i GKPP (Granichen Kontrolno Propuskatelen Punkt) Kardam, a na yug prez grad General Toshevo kŭm grad Varna. Plodorodnite pochvi i podkhodyashtiyat klimat v raĭona blagopriyat·stvat razvitieto na zemedelieto i zhivotnovŭdstvoto. Kharakterno za masivite ot zemedelski pozemleni imoti v zemlishteto na seloto e nalichieto na polezashtitni gorski poyasi s shirina ot 10 – 12 m do okolo 30 m po granitsite na golyama chast ot tyakh. Zemlishteto na selo Aleksandŭr Stamboliĭski granichi sŭs zemlishtata na: selo Spasovo na severozapad i sever; selo Bezhanovo na sever i severoiztok; selo Chernomortsi na iztok; selo Bilo na yug; selo Septemvriĭtsi na yug; selo Belgun na yugozapad; selo Sŭrnino na zapad. Wieś Aleksandar Stambolijski znajduje się w nadmorskiej południowej Dobrudży, 52 km na północny wschód od centrum regionu, miasta Dobricz, i 33 km od centrum gminy, miasta Generał-Toszewo, 37 km na północny zachód od miasta Szabla, 5,6 km na południowy zachód od wsi Bezhanovo i 6,8 km na południowy wschód od wsi Spasovo. Około 8 km w linii prostej na północ od niej przebiega granica z Rumunią, a 18 km na wschód leży wieś Durankulak. Znajduje się na wschodniej Równinie Dunajskiej, na terenie o lekko pagórkowatym ukształtowaniu. Przez jej południowe, nizinne części przechodzi głęboka i sucha dolina (sucha dolina) „Suhoto dere”, prowadząca z zachodu przez wsie Welikowo, Sirakowo, Sarnino i przechodząca na północ obok wsi Bezhanovo, w kierunku terytorium Rumunii. W jej północno-zachodniej części, w najniższych partiach doliny, znajdują się dawno opuszczone studnie z wodą pitną, każda o głębokości około 80 m, z żelbetowymi lub metalowymi konstrukcjami nad otworem każdej z nich, aby zapobiec obrażeniom lub śmierci. Wysokość w centrum wsi wynosi około 84 m. Klimat jest umiarkowanie kontynentalny. Od północy asfaltowa droga gminna o długości około 2 km łączy wieś z drogą republikańską trzeciej klasy III-2904, prowadzącą na wschód przez wsie Bezhanowo, Zahari Stojanowo i Staevtsi do wsi Durankulak, a od zachodu – przez wsie Spasowo, Rogozina i Czernookowo do wsi Kardam, gdzie łączy się z drogą republikańską drugiej klasy II-29, która prowadzi na północ do granicy z Rumunią i przejścia granicznego (PCK) Kardam, a na południe przez miasto Generał Toszewo do Warny. Żyzne gleby i odpowiedni klimat regionu sprzyjają rozwojowi rolnictwa i hodowli zwierząt. Charakterystyczne dla masywów gruntów rolnych we wsi jest występowanie pasów ochronnych lasów o szerokości od 10-12 m do około 30 m wzdłuż granic znacznej ich części. Ziemia wsi Aleksandar Stambolijski graniczy z ziemiami: wsi Spasovo od północnego zachodu i północy; wsi Bezhanovo od północy i północnego wschodu; wsi Czernomorci od wschodu; wsi Bilo od południa; wsi Septemvriytsi od południa; wsi Belgun od południowego zachodu; wsi Sarnino od zachodu